# Margaux Vigié
Pour les articles homonymes, voir Vigie (homonymie).
Margaux Vigié, née le 21 juillet 1995 à Toulouse est une coureuse cycliste française.

## Biographie
Native de Toulouse, Margaux Vigié s'initie à différents sports durant son enfance et pratique en compétition le roller, obtenant ainsi un titre national en marathon en cadettes. S'installant à Barcelone en 2015, elle y entame des études de kinésithérapie et pratique en parallèle le fixie. Ayant une notoriété en Espagne, elle rejoint en 2020 l'équipe professionnelle Casa Dorada Women Cycling et intègre également l'équipe de France de cyclisme sur piste.
En 2022, Vigié est quatrième du championnat de France sur route. Elle est ensuite sélectionnée pour disputer le Tour de France Femmes en tant qu'équipière de Silvia Persico. Vigié chute au cours de la deuxième étape puis est hors-délais à l'issue de la septième étape. Elle est sélectionnée pour la course en ligne des championnats d'Europe 2022.
Membre en 2023 de la formation Lifeplus Wahoo, elle s'engage en 2024 avec Jumbo-Visma. En rejoignant l'équipe néerlandaise, elle annonce ambitionner une victoire sur une classique pavée.

## Résultats sur les grands tours

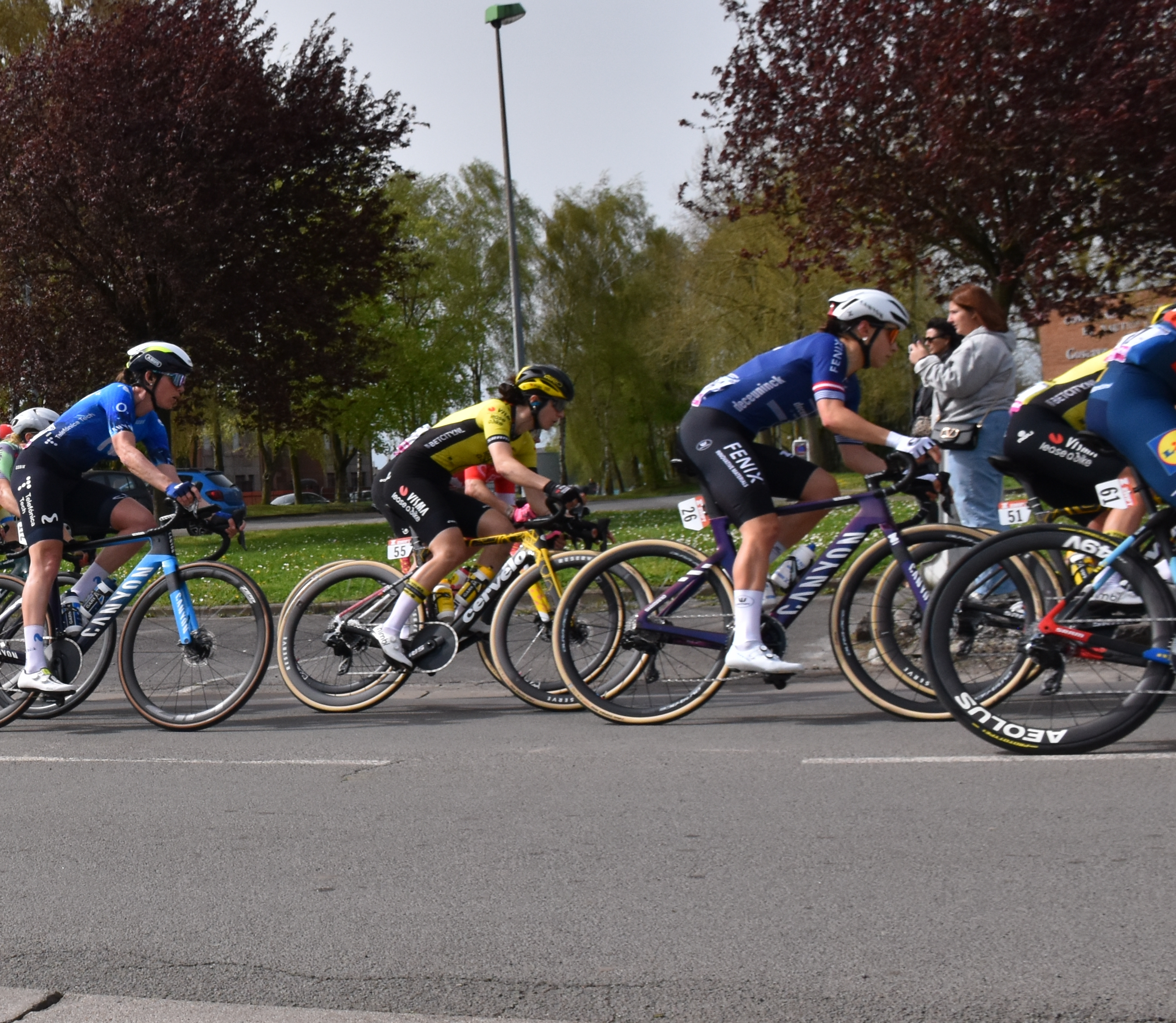
Parsi-Roubaix 2024
Margaux Vigié #55

### Tour de France
2 participations
- 2022 : hors-délais (7e étape)
- 2023 : 110e

## Classements mondiaux
| Année                                 | 2021 | 2022 | 2023 | 2024 |
| ------------------------------------- | ---- | ---- | ---- | ---- |
| Classement UCI                        | 672e | 344e | 227e | nc   |
| UCI World Tour                        | 152e | nc   | 128e | 288e |
|                                       |      |      |      |      |
| Légende : nc = non classéSource : UCI |      |      |      |      |